# Estação Modivas
A Estação Modivas é parte do Metro do Porto. Situada na freguesia de Modivas, concelho de Vila do Conde, foi inaugurada a 27 de julho de 2017. O seu nome foi alterado para VC Fashion Outlet/Modivas, fruto de um acordo comercial com o centro comercial Vila do Conde Porto Fashion Outlet, localizado ao lado da estação.

## Origem
Em julho de 2016, foi anunciado por parte da administração da Metro do Porto que a Linha B terá, em julho de 2017, a presença de uma nova estação, denominada Modivas Norte, que passará pelo The Style Outlet, o único centro comercial de vertente outlet do norte do país. A obra é financiada em 50% pela empresa gestora do shopping e terá um custo total de 1,2 milhões de euros.